# Bryan Trottier
Bryan John Trottier (Val Marie, 17 luglio 1956) è un ex hockeista su ghiaccio canadese.

## Biografia
Nel corso della sua carriera ha giocato con Swift Current Broncos (1972-1974), Lethbridge Broncos (1974/75), New York Islanders (1975-1990) e Pittsburgh Penguins (1990-1994).
Si è aggiudicato il Calder Memorial Trophy (1976), l'Art Ross Trophy (1979), l'Hart Memorial Trophy (1979), il Conn Smythe Trophy (1980) ed il King Clancy Memorial Trophy (1989).
Per nove volte è stato selezionato nell'NHL All-Star Game (1976, 1978, 1980, 1981, 1982, 1983, 1985, 1986 e 1992).
Dal 1984 al 1992 è stato Presidente della National Hockey League Players Association.
Nel 1997 è stato inserito nella Hockey Hall of Fame.